# Charles Fertin
 (mai 2022).
Si vous disposez d'ouvrages ou d'articles de référence ou si vous connaissez des sites web de qualité traitant du thème abordé ici, merci de compléter l'article en donnant les références utiles à sa vérifiabilité et en les liant à la section « Notes et références ».
Charles Fertin, linotypiste au quotidien L'Aurore, né le 22 août 1917 à Paris et mort dans cette même ville le 19 octobre 1996, a été résistant FTP à Paris durant la Seconde Guerre mondiale.
À travers les marchés, en 1942 il entre en contact avec les résistants communistes, il est pris comme estafette, mais bientôt demande à en découdre. Il entre dans les FTP de Paris sous le pseudonyme de Fénestrelle. Il crée et commande, en tant que capitaine FTP, la section Combat de la Compagnie Saint-Just, qui tient le 18e arrondissement, et érige les barricades dans les rues qui donnent sur la place de la République, un bastion des forces allemandes du soulèvement de Paris.
Promu lieutenant-colonel, il fut commandant de la caserne de Reuilly, dans le 12e arrondissement, puis celle de Vincennes brièvement.
Il a été décoré de la croix de guerre 1939-1945 et d’une citation au corps d’armée, signée par le général Kœnig, général en chef des Forces françaises de l'intérieur.
(Son pseudonyme apparait dans les textes d'André Calvès, résistant FPT sous le pseudonyme de Christian Garnier.)  